# Cluny
Cluny é uma comuna francesa, no departamento de Sona e Loire, que cresceu à volta da Abadia de Cluny, fundada por volta de 910 por volta de Guilherme I da Aquitânia. Tem 5137 habitantes (2018).